# زواج المثليين في إقليم المحيط الهندي البريطاني

القوانين المتعلقة بالمثلية الجنسية في آسيا
المثلية الجنسية قانونية
زواج المثليين
توفر شكل آخر من أشكال الاعتراف القانوني
مساكنة غير مسجلة
الاعتراف بزواج المثليين المنعقد في الخارج فقط، دون الاعتراف بعقده في الداخل
لا اعتراف
قيود على حرية التعبير
المثلية الجنسية غير قانونية
قانون لايتم تطبيقه، أو قانون غير واضح
عقوبة سجنية
السجن المؤبد
عقوبة الإعدام

أصبح زواج المثليين قانونيًا في إقليم المحيط الهندي البريطاني منذ 3 يونيو 2014. وقد أقر المجلس الخاص للمملكة المتحدة في 28 أبريل 2014 قانونًا لتشريعه.
جميع المقيمين في إقليم ما وراء البحار البريطانية هذا هم إما أعضاء في القوات المسلحة البريطانية أو الأمريكية أو المتعاقدين المرتبطين ب«مرفق الدعم البحري دييجو غارسيا». يسمح للجنود الأمريكيين أيضا بالزواج؛ ومع ذلك، تحظر لوائح البحرية الأمريكية أي زوجين متزوجين من التواجد معاً في دييغو غارسيا، سواء كان ذلك بصفة عسكرية أو مدنية. لذلك، يتم إعادة تعيين عضو واحد من الزوجين على الفور.